# Looze
Looze là một xã của Pháp,tọa lạc ở tỉnh Yonne trong vùng Bourgogne-Franche-Comté.
Người dân ở đây trong tiếng Pháp gọi là Loozers.

## Thông tin nhân khẩu
| Năm | 1962 | 1968 | 1975 | 1982 | 1990 | 1999 |
| --- | ---- | ---- | ---- | ---- | ---- | ---- |
| Dân số | 240  | 246  | 335  | 304  | 390  | 425  |
| From the year 1962 on: No double counting—residents of multiple communes (e.g. students and military personnel) are counted only once. |      |      |      |      |      |      |

### Lien externe
- (tiếng Pháp) Trang mạng chính thức de la commune de Looze Lưu trữ ngày 30 tháng 3 năm 2013 tại Wayback Machine